# Grand Rapids Gold
Los Grand Rapids Gold es un equipo de baloncesto estadounidense que juega en la NBA G League, con sede en Grand Rapids (Míchigan). Entre 2006 y 2009 se les conoció como Anaheim Arsenal, y de 2009 a 2014, Springfield Armor. Desde 2014 a 2021 como Grand Rapids Drive.
Los Rapids juegan sus partidos en el DeltaPlex Arena.

## Historia
La ciudad de Springfield está considerada como el lugar donde nació el baloncesto, ya que fue el profesor de gimnasia del Springfield College, James Naismith quien inventó el juego en 1891. Es también la sede del Basketball Hall of Fame. El sobrenombre de Armor se debe a que George Washington estableció en la ciudad la histórica Armería de Sprngfield, como arsenal del Ejército Continental, y donde se han desarrollado diversas armas ligeras para el ejército estadounidense.

## Trayectoria
| Anaheim Arsenal           |                           |                           |                        |                        |                        |                                    |                        |
| 2006–07                   | Western                   | 4º                        | 23                     | 27                     | .460                   |                                    |                        |
| 2007–08                   | Western                   | 4º                        | 23                     | 27                     | .460                   |                                    |                        |
| 2008–09                   | Western                   | 6º                        | 15                     | 35                     | .300                   |                                    |                        |
| Springfield Armor         |                           |                           |                        |                        |                        |                                    |                        |
| 2009–10                   | Eastern                   | 7º                        | 7                      | 43                     | .140                   |                                    |                        |
| 2010–11                   | Eastern                   | 6º                        | 13                     | 37                     | .260                   |                                    |                        |
| 2011–12                   | Eastern                   | 1º                        | 29                     | 21                     | .580                   | Pierde en 1ª ronda (Canton) 1-2    |                        |
| 2012–13                   | Eastern                   | 5º                        | 18                     | 32                     | .360                   |                                    |                        |
| 2013–14                   | Eastern                   | 3º                        | 22                     | 28                     | .440                   |                                    |                        |
| Grand Rapids Drive        |                           |                           |                        |                        |                        |                                    |                        |
| 2014–15                   | Eastern                   | 4º                        | 23                     | 27                     | .460                   |                                    |                        |
| 2015–16                   | Eastern                   | 4º                        | 21                     | 29                     | .420                   |                                    |                        |
| 2016–17                   | Central                   | 4º                        | 26                     | 24                     | .520                   |                                    |                        |
| 2017–18                   | Central                   | 2º                        | 29                     | 21                     | .580                   | Pierde en 1ª ronda (Raptors) 88–92 |                        |
| 2018–19                   | Central                   | 1º                        | 28                     | 22                     | .560                   | Pierde en 1ª ronda (Raptors) 90–91 |                        |
| 2019–20                   | Central                   | 3º                        | 25                     | 18                     | .581                   |                                    |                        |
| 2020–21                   | Optó por no participar    | Optó por no participar    | Optó por no participar | Optó por no participar | Optó por no participar | Optó por no participar             | Optó por no participar |
| Grand Rapids Gold         |                           |                           |                        |                        |                        |                                    |                        |
| Balance temporada regular | Balance temporada regular | Balance temporada regular | 302                    | 391                    | .436                   | 2006–presente                      | 2006–presente          |
| Balance playoffs          | Balance playoffs          | Balance playoffs          | 1                      | 4                      | .200                   | 2006–presente                      | 2006–presente          |

## Afiliaciones

### Anaheim Arsenal
- Atlanta Hawks (2006–2009)
- Los Angeles Clippers (2006–2009)
- Orlando Magic (2006–2008)
- Portland Trail Blazers (2006–2007)

### Springfield Armor
- New Jersey / Brooklyn Nets (2009–2014)
- New York Knicks (2009–2011)
- Philadelphia 76ers (2009–2011)

### Grand Rapids Drive
- Detroit Pistons (2014–2021)

### Grand Rapids Gold
- Denver Nuggets (2021–presente)